# Stanley Nwabali
Stanley Bobo Nwabali (ur. 10 czerwca 1996 w Lagos) – nigeryjski piłkarz grający na pozycji bramkarza. Od 2022 jest zawodnikiem klubu Chippa United FC.

## Kariera klubowa
Swoją karierę piłkarską Nwabali rozpoczął w klubie Go Round FC. W 2018 roku zadebiutował w jego barwach w pierwszej lidze nigeryjskiej. W 2019 roku przeszedł do klubu Enyimba FC i w sezonie 2019 wywalczył z nim mistrzostwo Nigerii. Następnie jesienią 2020 grał w Wikki Tourists FC, a cały rok 2021 spędził w Lobi Stars. Wiosną 2022 występował w klubie Katsina United FC.
Latem 2022 Nwabali przeszedł do południowoafrykańskiego Chippa United FC. Swój debiut w nim zanotował 30 grudnia 2022 w zremisowanym 1:1 wyjazdowym meczu ze Stellenbosch FC.
| Sezon   | Klub              | Kraj              | Rozgrywki      | Mecze | Bramki |
| ------- | ----------------- | ----------------- | -------------- | ----- | ------ |
| 2018    | Go Round FC       | Nigeria           | Premier League | 17    | 0      |
| 2019    | Enyimba FC        | Nigeria           | Premier League | 7     | 0      |
| 2019/20 | Enyimba FC        | Nigeria           | Premier League | 14    | 0      |
| 2020/21 | Wikki Tourists FC | Nigeria           | Premier League | 18    | 0      |
| 2020/21 | Lobi Stars        | Nigeria           | Premier League | 15    | 0      |
| 2021/22 | Lobi Stars        | Nigeria           | Premier League | 13    | 0      |
| 2021/22 | Katsina United FC | Nigeria           | Premier League | 12    | 0      |
| 2022/23 | Chippa United FC  | Południowa Afryka | PSL            | 6     | 0      |

## Kariera reprezentacyjna
W reprezentacji Nigerii Nwabali zadebiutował 3 lipca 2021 w przegranym 0:4 towarzyskim meczu z Meksykiem, rozegranym w Los Angeles. W 2024 roku powołano go do kadry na Puchar Narodów Afryki 2023. Rozegrał w nim siedem meczów: grupowe z Gwineą Równikową (1:1), z Wybrzeżem Kości Słoniowej (1:0) i z Gwineą Bissau (1:0), w 1/8 finału z Kamerunem (2:0), ćwierćfinałowy z Angolą (1:0), półfinałowy z Południową Afryką (1:1, k. 4:2) i finałowy z Wybrzeżem Kości Słoniowej (1:2). Z Nigerią wywalczył wicemistrzostwo Afryki.